# Західний Беркшир

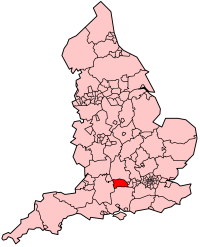
Унітарна одиниця на мапі Англії

51°24′03″ пн. ш. 1°19′25″ зх. д. / 51.4009° пн. ш. 1.3235° зх. д.
Західний Бе́ркшир (англ. West Berkshire) — унітарна одиниця зі статусом району (англ. borough) в Англії, в церемоніальному графстві Беркшир. Адміністративний центр — Ньюбері.

## Історія
Район Ньюбері був утворений 1 квітня 1974 року за рахунок злиття округу Ньюбері, міського району Ньюбері, міського району Бредфілд, міського району Ганджерфорд і частини міського району Вонтейдж.
1 квітня 1998 року була скасована рада графства Беркшир, і район став унітарною адміністративною одиницею, змінивши назву з «Ньюбері» на «Західний Беркшир».

## Географія
Західний Беркшир займає територію 704 км² і межує на сході з унітарними одиницями Редінг і Вокінгем, на півдні з церемоніальним графством Гемпшир, на заході з церемоніальним графством Вілтшир, на півночі з церемоніальним графством Оксфордшир.